# Taxile Doat

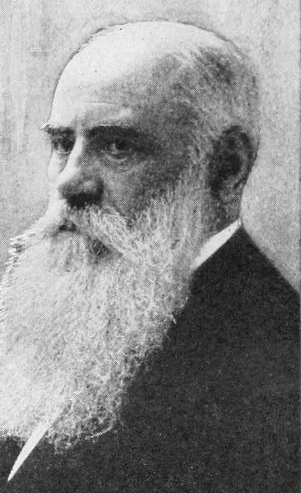
Taxile Doat, 1912

Taxile Maximin Doat (* 1851, Albi, Midi-Pyrénées, Frankreich; † 1938, Sèvres, Hauts-de-Seine, Frankreich) war ein französischer Keramiker, der vor allem für seine Experimente mit hochgebranntem Porzellan (high-fired porcelain/grand feu) und Steinzeug in Verbindung mit Schlickermalerei (Pâte sur Pâte) bekannt ist. Sein Buch Les Céramiques de Grand Feu (Grand Feu Ceramics) über diese Techniken erschien 1905 und machte seine Ergebnisse international bekannt. Sein Einfluss ist noch heute in der Verwendung verschiedener Typen von Glasuren in der künstlerischen Keramik des 20. Jahrhunderts nachweisbar.

## Leben
Taxile Doat studierte in Limoges an der École des Arts Décoratifs und 1857–1877 an der Ecole des Beaux-Arts beim Bildhauer Augustin Alexandre Dumontin in Paris. Schon ein Jahr nach Ausbildungsbeginn gewann er eine Bronze-Medaille für eine Plakette in Schlickermalerei-Technik. Danach arbeitete er von 1877 bis 1905 in der Manufaktur von Sèvres und war einer der Künstler, die dort den Jugendstil einführten. Er behielt auch ein eigenes Atelier in Paris; ab 1895 hatte er zusätzlich ein zweites eigenes Atelier in einem Haus in der Rue Brancas, 47 in Sèvres, gleich neben der Manufaktur. Die Keramiken, die er dort fertigte, unterschieden sich von seiner Produktion für die Manufaktur von Sèvres. Letztere wiesen häufig Kameen im Renaissance-Stil mit kleinteiligem Figurenschmuck auf, die die Glasureffekte kontrastierten.  Er arbeitete in Sèvres mit Marc Louis Solon (1835–1913) zusammen, der die klassizistischen Motive in der in den 1850er Jahren in Sèvres entwickelten Pâte sur Pâte-Technik perfektioniert hatte, und diese später zu Minton and Company in Stoke-on-Trent (England), brachte.
Doat ersetzte dann die klassische Dekoration durch Girlanden, Götterdarstellungen sowie Draperien, wofür er sich vom in den 1890er Jahren die französische Künstlerkeramik beeinflussenden Japonismus inspirieren ließ, außerdem kombinierte er diese mit Glasurtechniken aus Japan und China. Zudem verwendete er organische, z. B. auf Kalebassen basierende Gefäßformen, die er mit neuen, hochgebrannten Glasuren versah, die er entwickelt hatte.
Auf der Weltausstellung, die 1900 in Paris stattfand, waren Doats Werke für Sévres an dem Stand der Manufaktur ausgestellt, während er zusätzlich einen eigenen Stand mit seinen Atelierwerken unterhielt. Kritiker befanden letztere den Werken für die Manufaktur überlegen, sodass Doats „zweigleisiges“ Vorgehen schließlich zu seiner Entlassung führte.
1909 wurde Doat als einer der drei international führenden Keramiker als Professor an die University City Porcelain Works berufen, in einen Vorort von St. Louis, University City, Missouri, zusammen mit Frederick Hurten Rhead und Adelaide Alsop Robineau. Die Berufung geschah durch eine Einladung der Art’s Women League in St. Louis. Er wurde Direktor der Keramikschule und brachte zwei französische Assistenten mit, den Keramik-Chemiker Emile Diffloth und Eugene Labarrière, einen Produktionskeramiker.
Doat brachte eine Sammlung von 172 eigenen Werken als Arbeitsproben mit, die zu dieser Zeit überwiegend seinem vegetabilen Stil zuzurechnen sind. In diesem Stil arbeitete er in Missouri weiter, indem er eine begrenzte Anzahl an Gussformen herstellte und die daraus resultierenden Gefäße mit individuellen Glasuren versah. Er unterrichtete auch seinen früheren Stil der Schlickermalerei, in welchem einige Schüler ebenfalls zu beachtlichen Ergebnissen kamen. Auf die Entwicklung der amerikanischen Künstlerkeramik hatte er bedeutenden Einfluss.
Der Gründer der University City, Edward Gardner Lewis, ging 1911 in Konkurs, weshalb die Keramiklehrstätte nicht aufrechterhalten werden konnte. Doat produzierte jedoch noch 1912–1914 weiter. Mit seinen Studierenden fertigte er noch hunderte Stücke für die Panama Pacific International Exposition, die 1915 in San Francisco stattfand. Nach dem Ausbruch des Ersten Weltkriegs musste er nach Frankreich zurückkehren und verkaufte seine amerikanischen Werke an das  St. Louis Art Museum.
Zurück in Frankreich nahm er seinen Atelierbetrieb in Sèvres wieder auf und stellte im Salon des Beaux-Arts in Paris aus. 1931 verlieh ihm dieser eine Ehrenplakette. Anhand von Marken lässt sich erkennen, dass Doat bis kurz vor seinem Tod 1939 künstlerisch aktiv war.

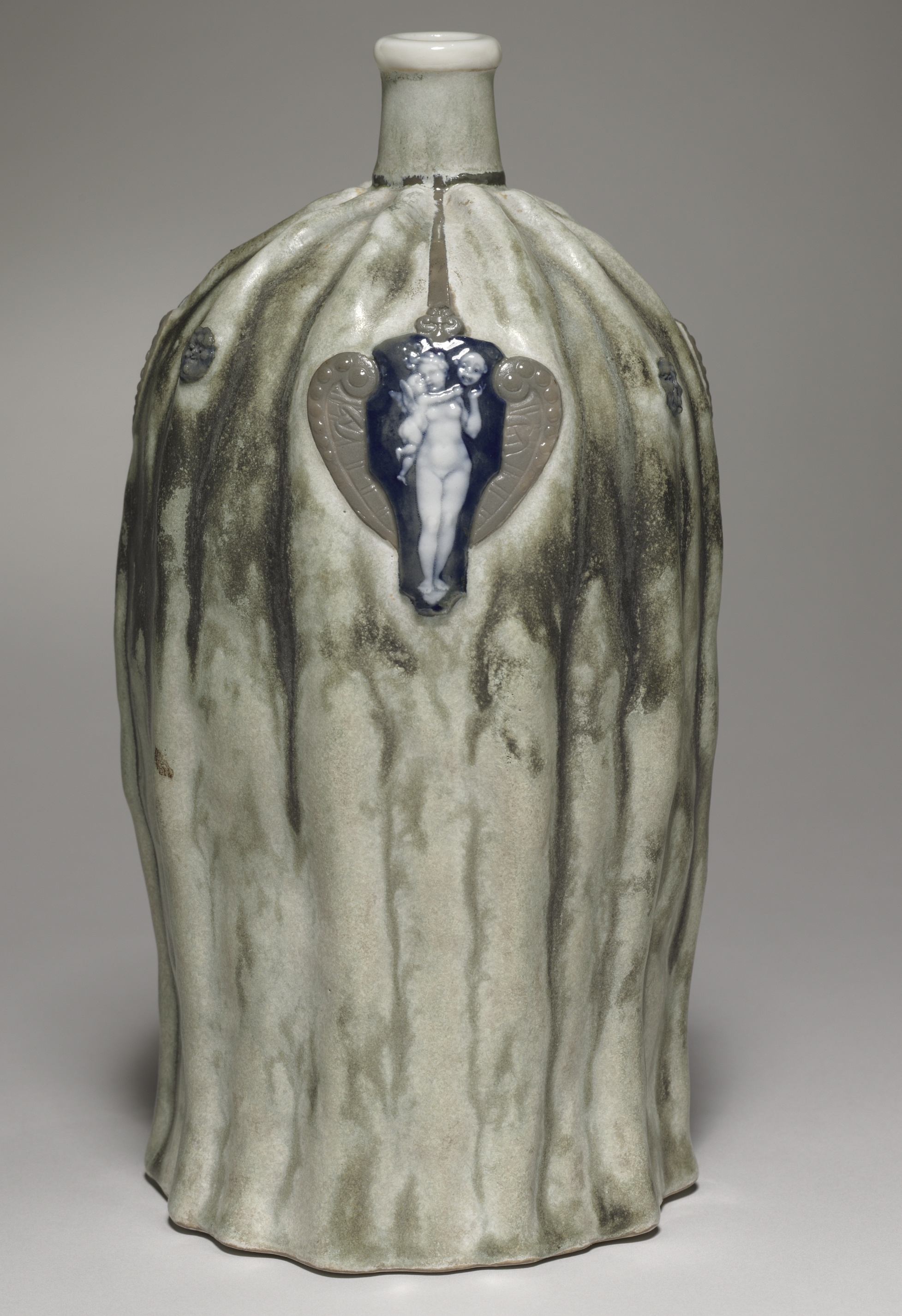
Taxile Doat, Flasche mit Figurenschmuck, 1895, Sèvres-Porzellan, Cleveland Museum of Art
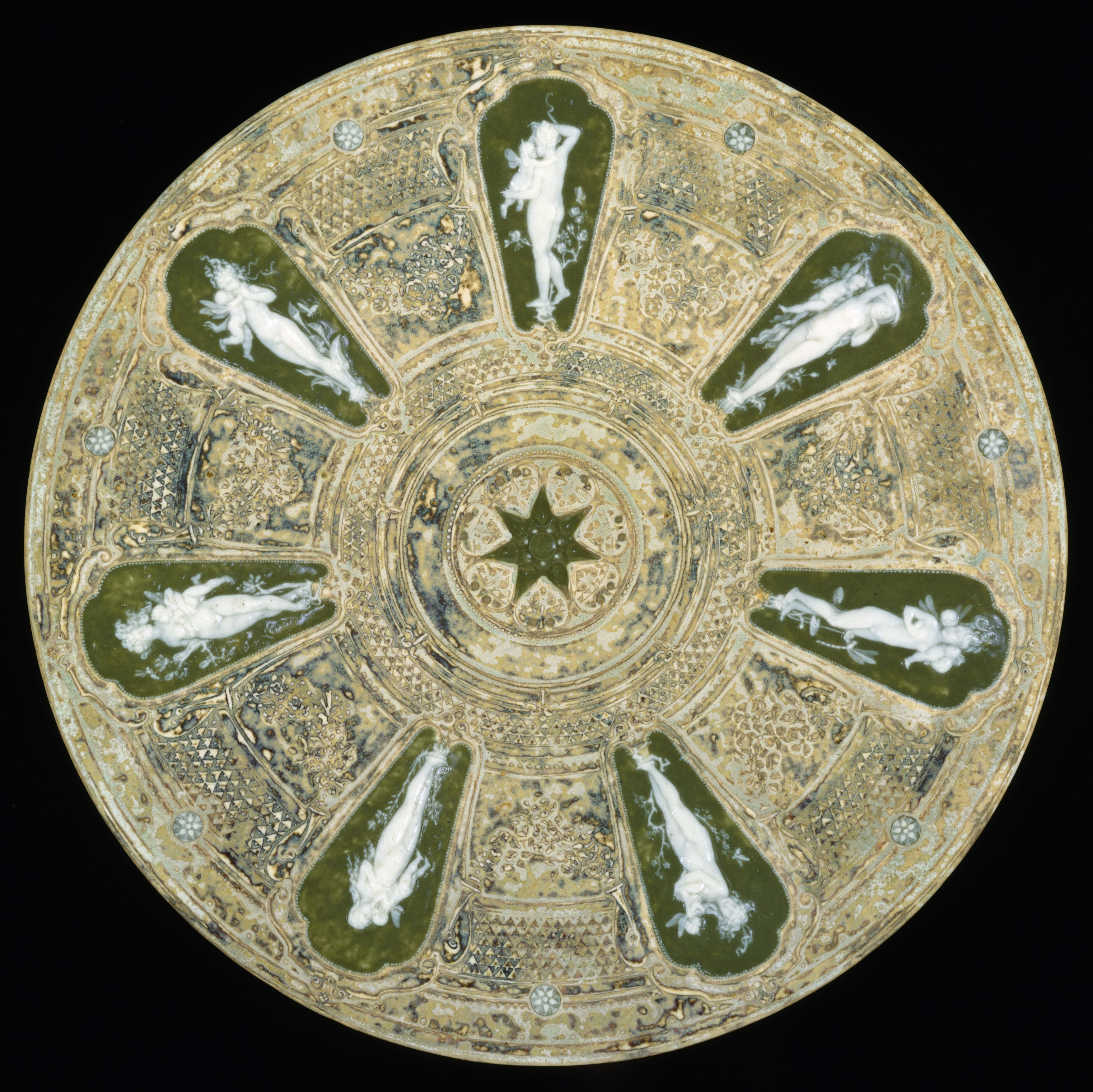
Taxile Doat, Teller mit eingefügten Kameen in Schlickermalerei, 1900, Sèvres-Porzellan, The Metropolitan Museum of Art
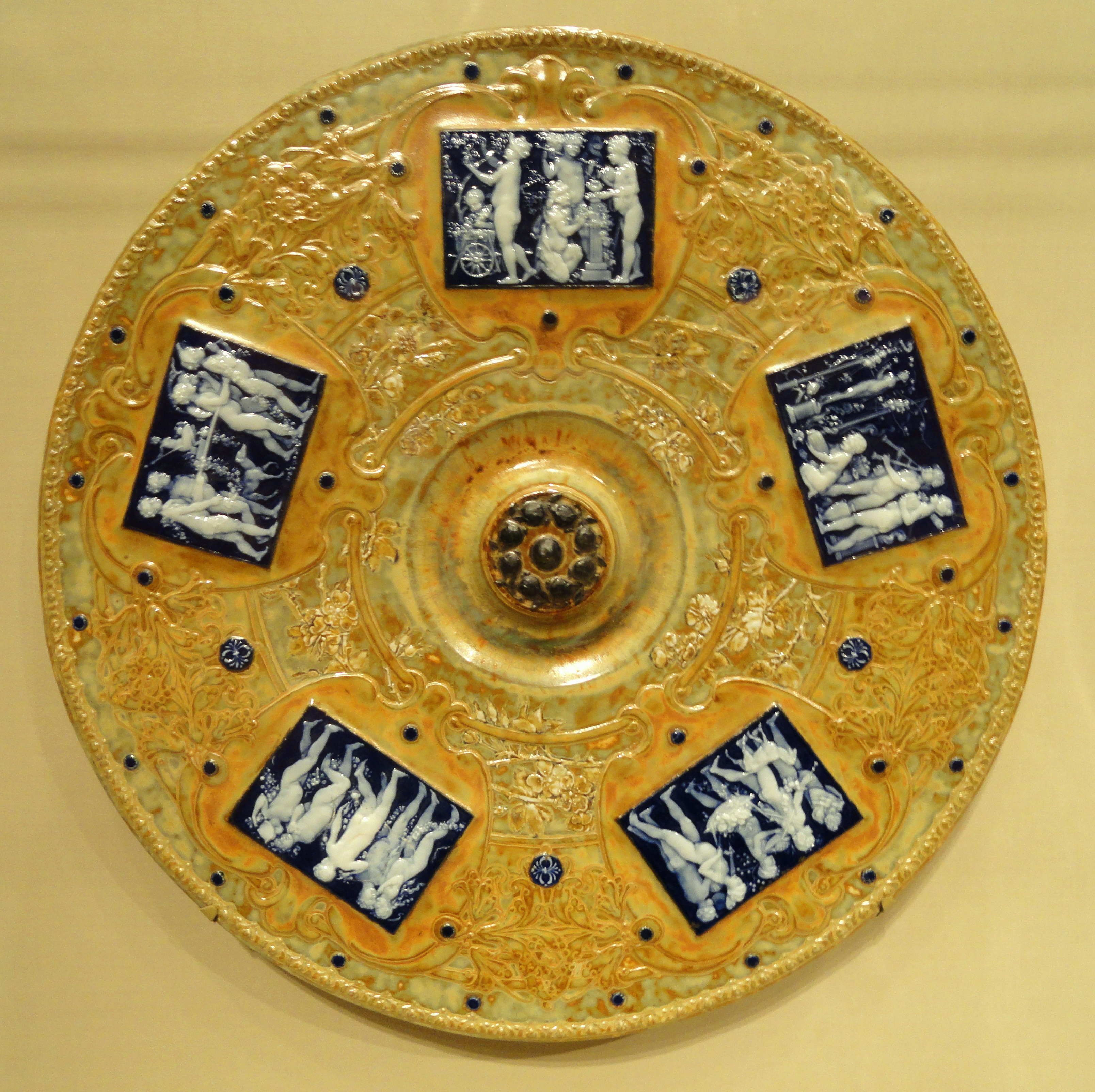
Taxile Doat, Platte mit eingefügten Kameen in Pate sur Pate-Technik (Schlickermalerei), 1901, Sèvres-Porzellan, Nelson-Atkins Museum of Art
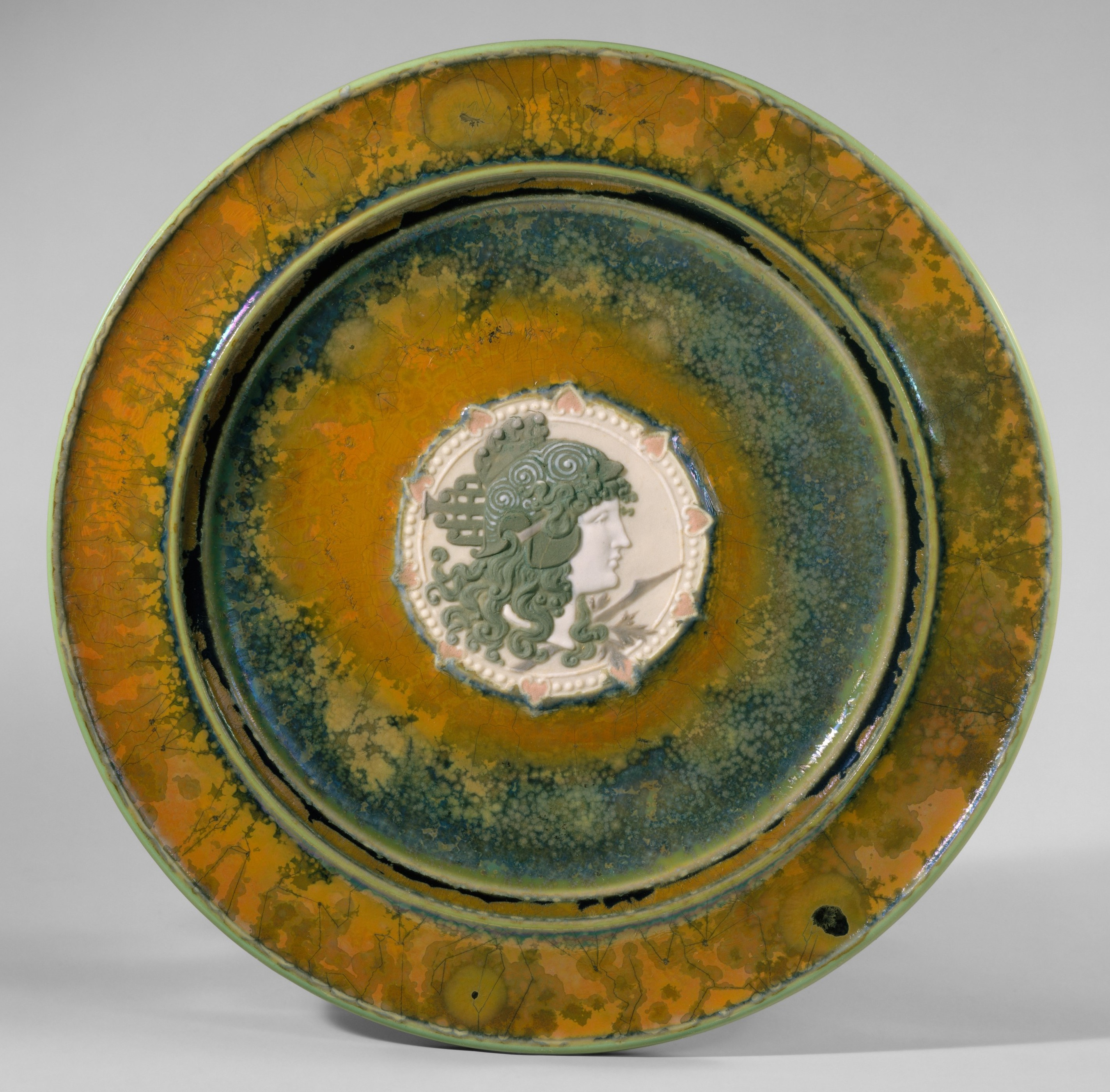
Taxile Doat, Teller mit klassischem Kopf-Motiv, 1905, Sèvres-Porzellan, The Metropolitan Museum of Art
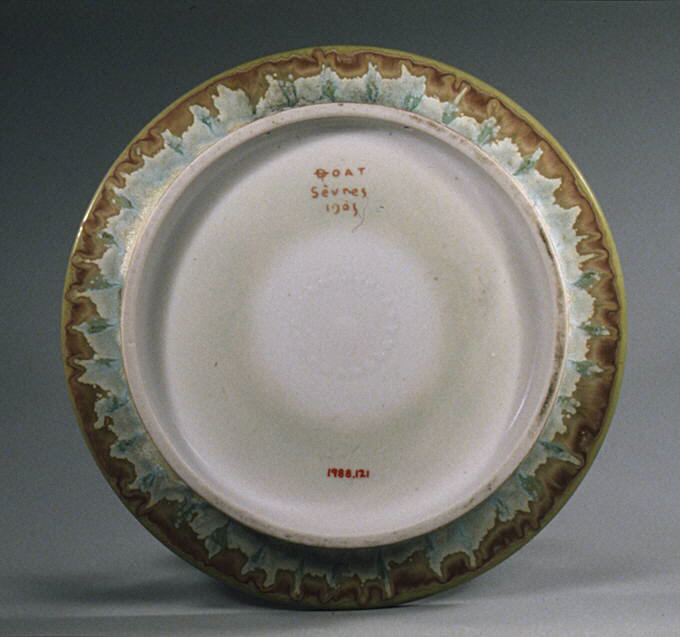
Taxile Doat, Rückseite desselben Tellers, mit Marken
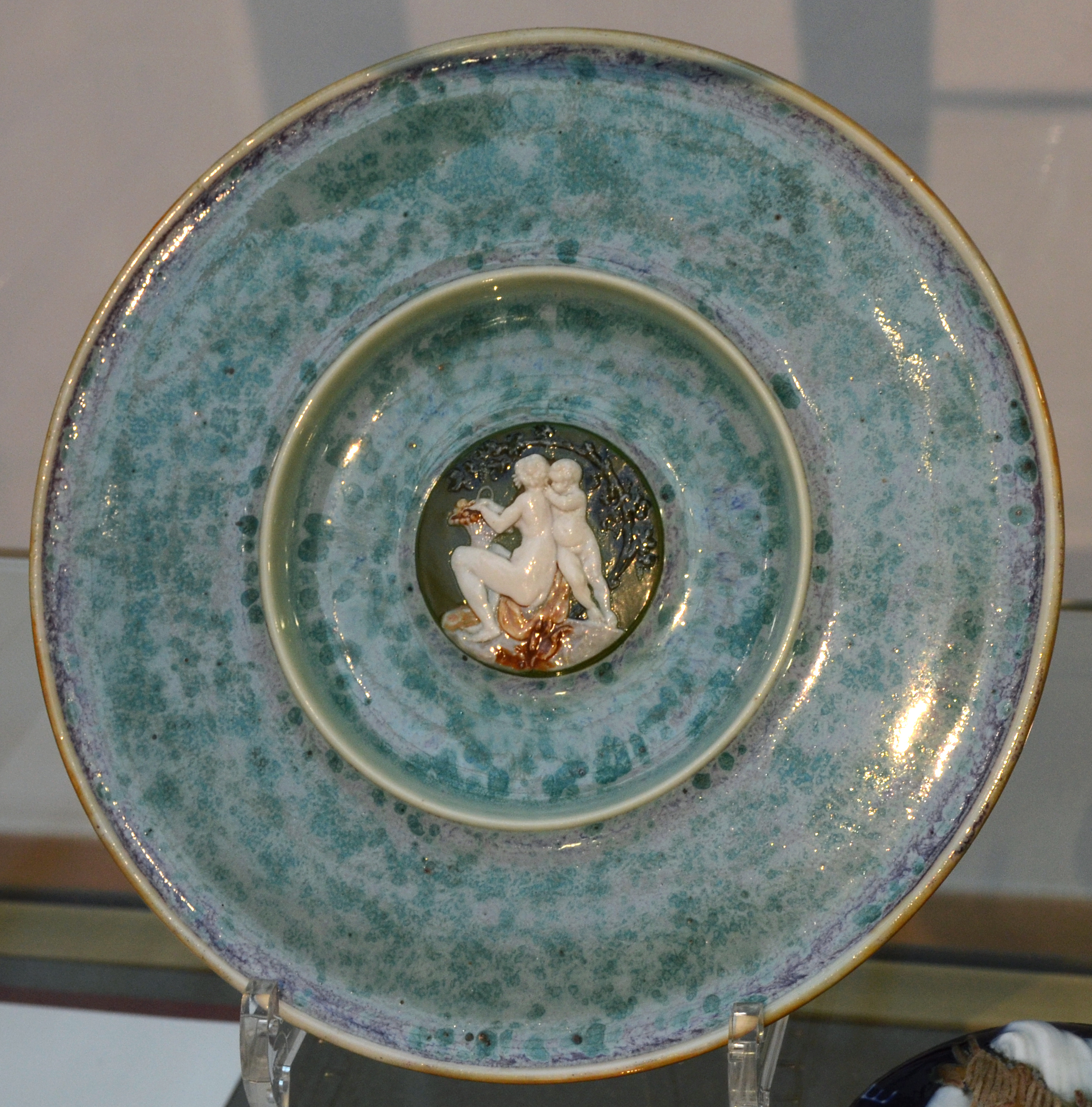
Taxile Doat, Teller mit figuralem Motiv, Gemeentemuseum, Den Haag
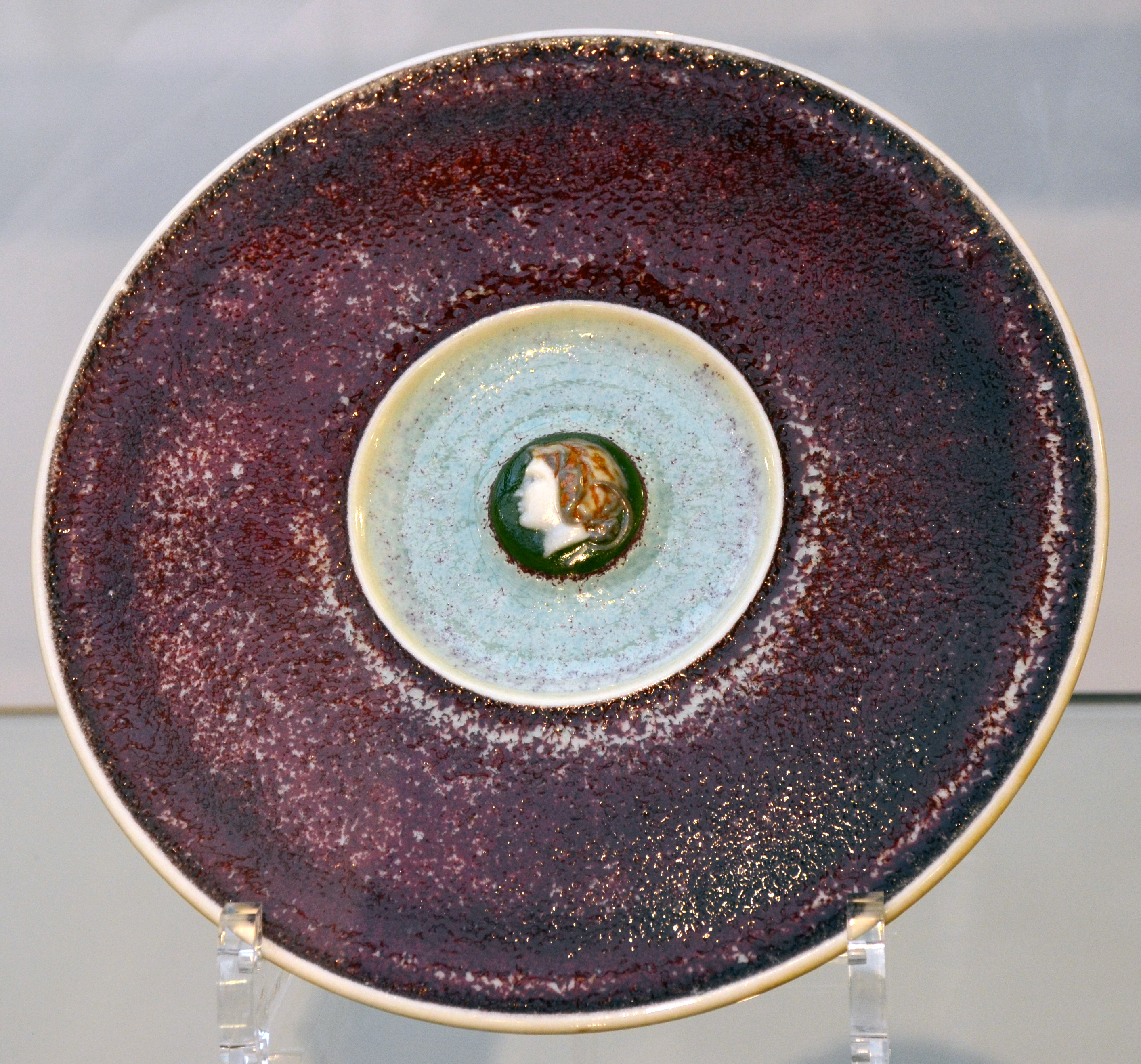
Taxile Doat, Teller mit Kopf-Motiv, Gemeentemuseum, Den Haag
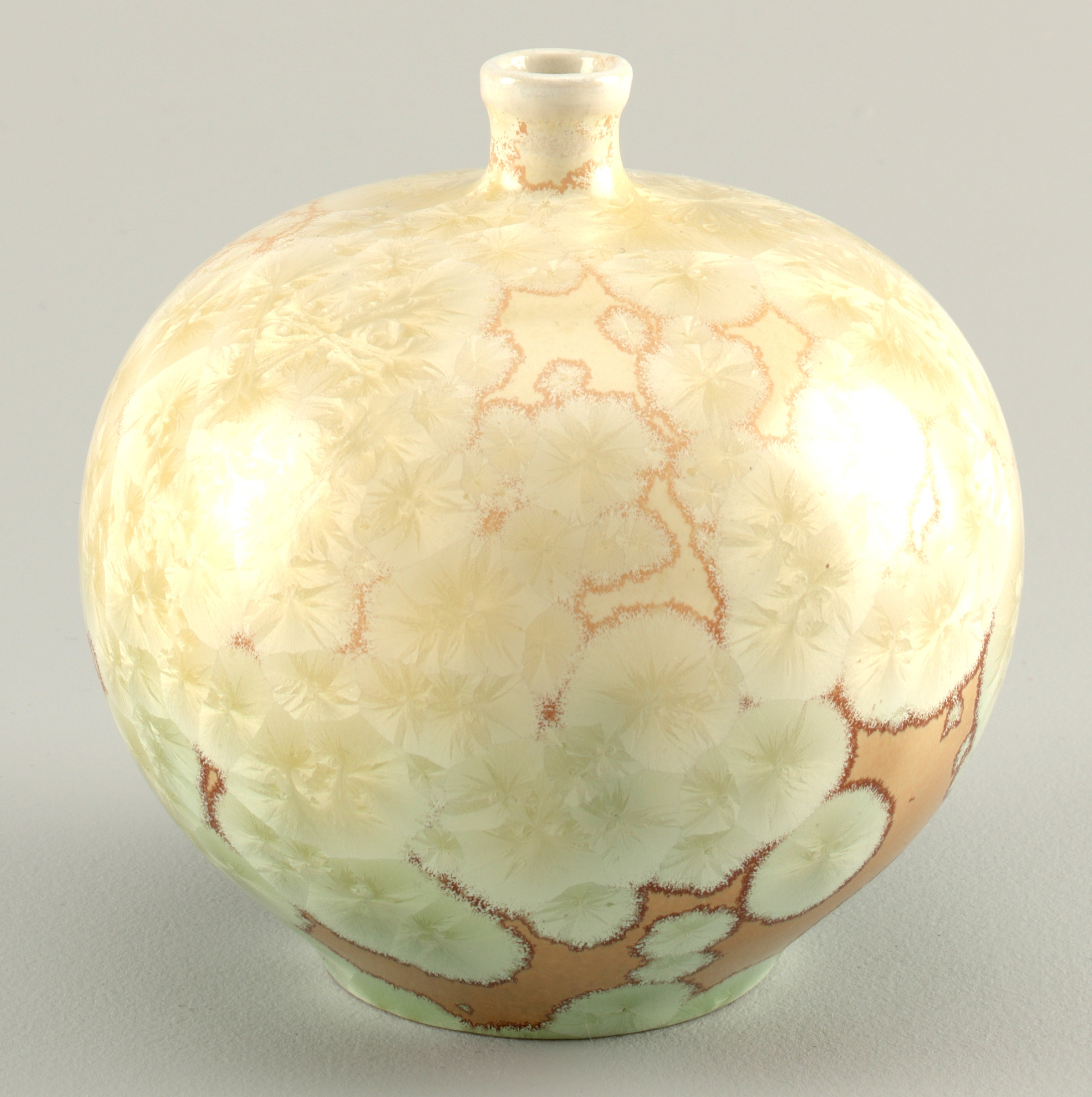
Taxile Doat, Vase, 1913 (USA)
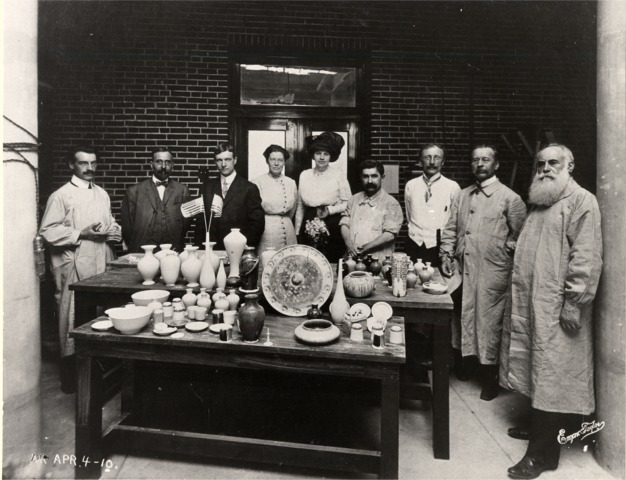
Doat (ganz rechts), Frederick Hurten Rhead (ganz links) und Kollegen in der Art Academy of People's University (heute Lewis Center) in University City, Missouri, bei der feierlichen Präsentation seiner ersten gebrannten Werke im April 1910
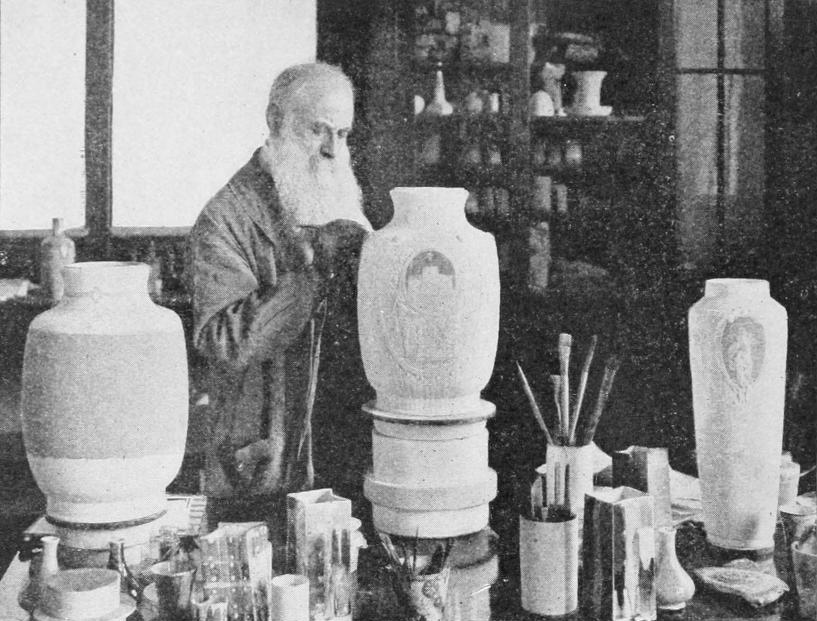
Taxile Doat in seinem Atelier, 1912
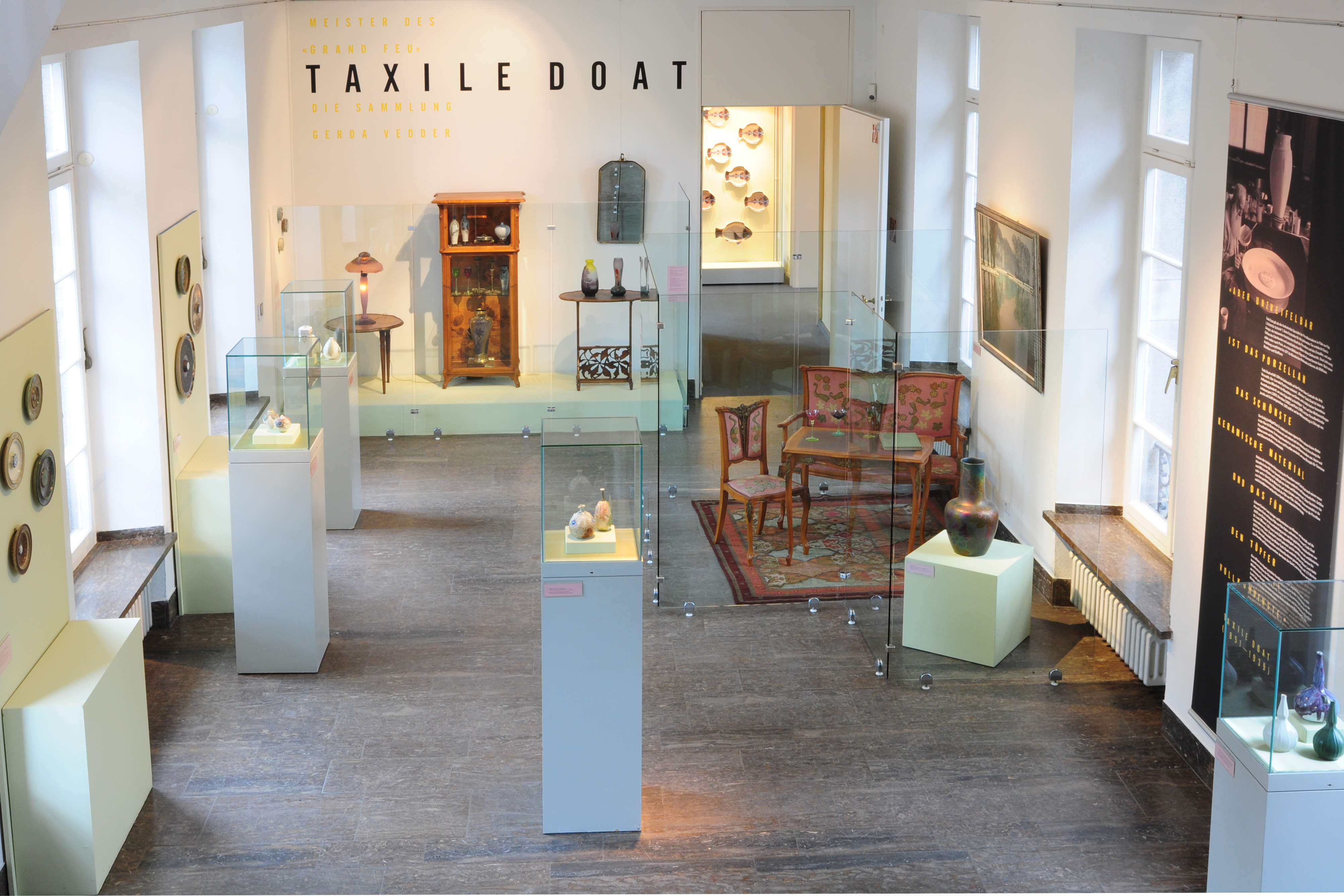
Ausstellung über Taxile Doat, Hetjens Museum, Düsseldorf, 2014